# Kirill Kudrjavtsev
Kirill Kudrjavtsev, ryska: Кирилл Кудрйавтсев, född 5 februari 2004, är en rysk professionell ishockeyback som är kontrakterad till Vancouver Canucks i National Hockey League (NHL) och spelar för Abbotsford Canucks i American Hockey League (AHL).
Han har tidigare spelat för Sault Ste. Marie Greyhounds i Ontario Hockey League (OHL) och Loko Jaroslavl i Molodjozjnaja chokkejnaja liga (MHL).
Kudrjavtsev draftades av Vancouver Canucks i sjunde rundan i 2022 års draft som 208:e spelare totalt.

## Statistik
| 2020–2021  | Loko Jaroslavl              | MHL        | 20  | 2  | 5   | 7   | 8  | —  | — | —  | —  | — |
| 2021–2022  | Sault Ste. Marie Greyhounds | OHL        | 68  | 5  | 34  | 39  | 10 | 10 | 0 | 4  | 4  | 6 |
| 2022–2023  | Sault Ste. Marie Greyhounds | OHL        | 67  | 8  | 42  | 50  | 14 | —  | — | —  | —  | — |
| 2023–2024  | Sault Ste. Marie Greyhounds | OHL        | 67  | 5  | 42  | 47  | 18 | 11 | 1 | 8  | 9  | 0 |
| 2024–2025  | Vancouver Canucks           | NHL        | 1   | 0  | 0   | 0   | 0  | —  | — | —  | —  | — |
|            | Abbotsford Canucks          | AHL        | 63  | 5  | 21  | 26  | 22 | —  | — | —  | —  | — |
| NHL totalt | NHL totalt                  | NHL totalt | 1   | 0  | 0   | 0   | 0  | —  | — | —  | —  | — |
| OHL totalt | OHL totalt                  | OHL totalt | 202 | 18 | 118 | 136 | 42 | 21 | 1 | 12 | 13 | 6 |

### Internationellt
| Källa: Uppdaterad: 2025-04-15 | Källa: Uppdaterad: 2025-04-15 | Källa: Uppdaterad: 2025-04-15 |         | Utv = Utvisningsminuter | Utv = Utvisningsminuter | Utv = Utvisningsminuter | Utv = Utvisningsminuter | Utv = Utvisningsminuter |
| År                            | Lag                           | Mästerskap                    | Matcher | Mål                     | Assists                 | Poäng                   | Utv                     |                         |
| ----------------------------- | ----------------------------- | ----------------------------- | ------- | ----------------------- | ----------------------- | ----------------------- | ----------------------- | ----------------------- |
| 2020                          | Ryssland                      | Ungdoms-OS                    | 4       | 0                       | 4                       | 4                       | 0                       |                         |
| 2021                          | Ryssland                      | Hlinka Gretzky                | 5       | 1                       | 1                       | 2                       | 4                       |                         |
| Junior totalt                 | Junior totalt                 | Junior totalt                 | 9       | 1                       | 5                       | 6                       | 4                       |                         |